# مسجد امام حسن دهدق
مسجد امام حسن دهدق مربوط به دوره صفوی است و در شهرستان‌آباده، روستای دهدق واقع شده و این اثر در تاریخ ۱۲ بهمن ۱۳۸۱ با شمارهٔ ثبت ۷۱۷۰ به‌عنوان یکی از آثار ملی ایران به ثبت رسیده است.